# 결혼은 미친짓이야
결혼은 미친짓이야는 iHQ에서 방송되었던 예능 프로그램으로, 결혼을 주제로 다루는 방송 프로그램이다.

## 프로그램 소개
산전수전 공중전을 다 겪고도 유독 결혼이 두렵기만 한 '미혼' 개그우먼들에게 개그우먼 '기혼'인들이 선사하는 현실판 부부생활!

## 기본 정보
- 방송 시간 : 매주 금요일 밤 10시 30분
- 방송 채널 : iHQ
- 출연진 : 송은이, 신봉선, 최양락, 팽현숙, 권진영, 여윤정